# Gouvernement Andreotti III
Pour les articles homonymes, voir Andreotti.
 (septembre 2023).
Si vous disposez d'ouvrages ou d'articles de référence ou si vous connaissez des sites web de qualité traitant du thème abordé ici, merci de compléter l'article en donnant les références utiles à sa vérifiabilité et en les liant à la section « Notes et références ».
République italienne
Moro V Andreotti IV
Le gouvernement Andreotti III (en italien : Governo Andreotti III) est le 33e gouvernement de la République italienne, en fonction entre le 30 juillet 1976 et le 11 mars 1978, sous la VIIe législature du Parlement.
Dirigé par l'ancien président du Conseil démocrate-chrétien Giulio Andreotti, il est formé par la seule Démocratie chrétienne (DC) et gouverne grâce à l'abstention du Parti communiste italien (PCI). Cette coopération inédite est la première application concrète de la stratégie de compromis historique promue par Aldo Moro. Il succède au gouvernement Moro V et cède le pouvoir au gouvernement Andreotti IV.

## Historique du mandat
Dirigé par l'ancien président du Conseil des ministres démocrate-chrétien Giulio Andreotti, précédemment ministre du Budget, ce gouvernement est constitué par la seule Démocratie chrétienne (DC), qui dispose de 262 députés sur 630, soit 41,6 % des sièges de la Chambre des députés, et 135 sénateurs sur 315, soit 42,9 % des sièges du Sénat de la République. Il bénéficie du soutien sans participation du Südtiroler Volkspartei (SVP) et de l'Union valdôtaine (UV), qui disposent de trois députés, soit 0,5 % des sièges de la Chambre, et trois sénateurs, soit 1 % des sièges du Sénat.
Il est formé à la suite des élections générales anticipées des 20 et 21 juin 1976.
Il succède donc au cinquième et dernier gouvernement du démocrate-chrétien Aldo Moro, constitué de la seule DC et qui disposait du soutien sans participation du Parti socialiste (PSI), du Parti social-démocrate (PSDI), du Parti républicain (PRI), du Parti libéral (PLI), du SVP et de l'UV.

### Formation
Au cours du scrutin parlementaire, la Démocratie chrétienne se maintient comme première force politique italienne sans engranger de gains significatifs. À l'inverse, le Parti communiste italien (PCI) — deuxième formation du pays depuis 1945 — réalise sa meilleure performance électorale avec plus d'un tiers des voix dans chaque chambre du Parlement. Bien que la majorité sortant puisse être reconduite, l'effondrement du PSDI et du PLI et la crise interne au PSI ne le permettent pas politiquement.
Le président du Conseil sortant s'entend alors avec le secrétaire politique de la DC Benigno Zaccagnini et le secrétaire du PCI Enrico Berlinguer pour mettre en place une ébauche de coopération selon la stratégie du compromis historique : établir un gouvernement minoritaire démocrate-chrétien — sous la houlette du ministre du Budget Giulio Andreotti — toléré par l'abstention des parlementaires communistes.
Formé le 30 juillet, le troisième exécutif d'Andreotti est le premier à compter une femme ministre de plein exercice en son sein (des femmes ayant déjà été nommées secrétaires d'État par le passé), la ministre du Travail Tina Anselmi. Il remporte quelques jours plus tard la confiance des chambres, seul le Mouvement social (MSI-DN) et le Parti libéral se prononçant contre.

### Succession
À la suite de sa démission le 16 janvier 1978, Andreotti est reconduit dans ses fonctions et forme son quatrième gouvernement six semaines plus tard, qui bénéficie cette fois-ci du vote de confiance du PCI.

## Composition
| Fonction                                                                                            | Titulaire | Titulaire                                                                                             | Parti |
| --------------------------------------------------------------------------------------------------- | --------- | --- | ----- |
| Président du Conseil des ministres                                                                  |           | Giulio Andreotti                                                                                      | DC    |
| Sous-secrétaire d'État à la présidence du Conseil des ministres Secrétaire du Conseil des ministres |           | Franco Evangelisti                                                                                    | DC    |
| Ministres sans portefeuille                                                                         |           | |       |
| Ministre pour les Interventions extraordinaires dans le Mezzogiorno                                 |           | Ciriaco De Mita                                                                                       | DC    |
| Ministres                                                                                           |           | |       |
| Ministre des Affaires étrangères                                                                    |           | Arnaldo Forlani                                                                                       | DC    |
| Ministre de l'Intérieur                                                                             |           | Francesco Cossiga                                                                                     | DC    |
| Ministre des Grâces et de la Justice                                                                |           | Francesco Paolo Bonifacio                                                                             | DC    |
| Ministre du Budget et de la Programmation économique                                                |           | Tommaso Morlino                                                                                       | DC    |
| Ministre des Finances                                                                               |           | Filippo Maria Pandolfi                                                                                | DC    |
| Ministre du Trésor                                                                                  |           | Gaetano Stammati                                                                                      | DC    |
| Ministre de la Défense                                                                              |           | Vito Lattanzio (jusqu'au 18/07/1977) Attilio Ruffini                                                  | DC    |
| Ministre de l'Instruction publique                                                                  |           | Franco Maria Malfatti                                                                                 | DC    |
| Ministre des Travaux publics                                                                        |           | Nino Gullotti                                                                                         | DC    |
| Ministre de l'Agriculture et des Forêts                                                             |           | Giovanni Marcora                                                                                      | DC    |
| Ministre des Transports                                                                             |           | Attilio Ruffini (jusqu'au 18/07/1977) Vito Lattanzio                                                  | DC    |
| Ministre des Postes et des Télécommunications                                                       |           | Vittorino Colombo                                                                                     | DC    |
| Ministre de l'Industrie, du Commerce et de l'Artisanat                                              |           | Carlo Donat-Cattin                                                                                    | DC    |
| Ministre de la Santé                                                                                |           | Luciano Dal Falco                                                                                     | DC    |
| Ministre du Commerce extérieur                                                                      |           | Rinaldo Ossola                                                                                        | DC    |
| Ministre de la Marine marchande                                                                     |           | Francesco Fabbri (jusqu'au 20/01/1977) Attilio Ruffini a.i. (jusqu'au 18/07/1977) Vito Lattanzio a.i. | DC    |
| Ministre des Participations de l'État                                                               |           | Antonio Bisaglia                                                                                      | DC    |
| Ministre du Travail et de la Sécurité sociale                                                       |           | Tina Anselmi                                                                                          | DC    |
| Ministre des Biens culturels et environnementaux                                                    |           | Mario Pedini                                                                                          | DC    |
| Ministre du Tourisme et du Divertissement                                                           |           | Dario Antoniozzi                                                                                      | DC    |